# Wereldkampioenschappen atletiek 2019/100 m mannen
De 100 meter sprint voor mannen op de Wereldkampioenschappen atletiek 2019 in Doha vond plaats op 27 september (voorrondes en heats) en 28 september (halve finales en finale). De uittredend kampioen was de Amerikaanse sprinter Justin Gatlin. Hij wist zijn titel net niet te prolongeren, maar verloor deze aan zijn landgenoot Christian Coleman.

## Records
Tijdens dit wereldkampioenschap zijn de volgende nationale records gevestigd.
| Naam                | Land   | Tijd  |
| ------------------- | ------ | ----- |
| Stern Noel Liffa    | Malawi | 10,72 |
| Dinesh Kumar Dhakal | Bhutan | 11,64 |

## Uitslagen

### Legenda
- Q: Gekwalificeerd voor volgende ronde op basis van finishresultaat.
- q: Gekwalificeerd voor volgende ronde op basis van eindtijd.
- NR: Nationaal Record
- SR: Beste seizoenstijd voor atleet
- PR: Persoonlijk record
- CR: Kampioenschapsrecord
- WR: Wereldrecord

### Voorronde

#### Kwalificatie
- Vanuit elke voorronde gaat enkel de winnaar automatisch door naar de heats.
- Verder gaan de 5 tijdsnelsten door naar de volgende ronde.

#### Heat 1
| Rang           | Naam                     | Land | Reactietijd | Tijd  | Opmerking |
| -------------- | ------------------------ | ---- | ----------- | ----- | --------- |
| 1              | Taymir Burnet            | NED  | 0,154       | 10,23 | Q         |
| 2              | Hakeem Huggins           | SKN  | 0,163       | 10,49 | q         |
| 3              | Owaab Barrow             | QAT  | 0,156       | 10,64 | q,PR      |
| 4              | Ronald Lawrence Fotofili | TGA  | 0,174       | 11,06 |           |
| 5              | Saymon Rijo Morris       | AIA  | 0,151       | 11,11 | PR        |
| 6              | Said Gilani              | AFG  | 0,146       | 11,45 | SR        |
| 7              | Tikove Piira             | COK  | 0,164       | 11,81 |           |
| 8              | Alpha Diagana            | MTN  | 0,167       | 12,30 | PR        |
| Wind: +0,1 m/s |                          |      |             |       |           |

#### Heat 2
| Rang           | Naam                   | Land | Reactietijd | Tijd  | Opmerking |
| -------------- | ---------------------- | ---- | ----------- | ----- | --------- |
| 1              | Kukyoung Kim           | KOR  | 0,139       | 10,32 | Q         |
| 2              | Ngan Ngoc Nghia        | VIE  | 0,204       | 10,67 | q,SR      |
| 3              | Yendountien Tiebekabe  | TOG  | 0,132       | 10,69 |           |
| 4              | Brandon Jones          | BIZ  | 0,205       | 10,88 |           |
| 5              | Paul Ma'unikeni        | SOL  | 0,185       | 11,29 | SR        |
| 6              | Tirioro Kamoriki Willi | KIR  | 0,172       | 11,57 |           |
| 7              | Ahmed Ali              | SUD  | DNF         | DNF   | DNF       |
| Wind: +0,4 m/s |                        |      |             |       |           |

#### Heat 3
| Rang          | Naam                        | Land | Reactietijd | Tijd  | Opmerking |
| ------------- | --------------------------- | ---- | ----------- | ----- | --------- |
| 1             | Ebrima Camara               | GAM  | 0,136       | 10,36 | Q         |
| 2             | Ratu Banuve Tabakaucoro     | FIJ  | 0,133       | 10,56 | q         |
| 3             | Stern Noel Liffa            | MAW  | 0,220       | 10,72 | NR        |
| 4             | Jonah Harris                | NRU  | 0,111       | 11,01 |           |
| 5             | Cheick Camara               | GUI  | 0,186       | 11,38 | PR        |
| 6             | Dinesh Kumar Dhakal         | BHU  | 0,195       | 11,64 | NR        |
| 7             | Nainoa Soto Thompson        | ASA  | 0,166       | 11,66 |           |
| 8             | Adrian Justin Jimena Ililau | PLW  | 0,180       | 11,67 |           |
| Wind: 0,0 m/s |                             |      |             |       |           |

#### Heat 4
| Rang           | Naam                | Land | Reactietijd | Tijd  | Opmerking |
| -------------- | ------------------- | ---- | ----------- | ----- | --------- |
| 1              | Zhouzheng Xu        | CHN  | 0,164       | 10,35 | Q         |
| 2              | Jonathan Bardottier | MRI  | 0,176       | 10,61 | q         |
| 3              | Melique Garcia      | HON  | 0,122       | 10,76 |           |
| 4              | Rossene Mpingo      | COD  | 0,126       | 10,98 | SR        |
| 5              | Scott James Fiti    | FSM  | 0,173       | 11,34 |           |
| 6              | Bleu Michael Perez  | GUM  | 0,147       | 11,48 | SR        |
| 7              | Don Motellang       | MHL  | 0,157       | 11,89 | PR        |
| Wind: +0,3 m/s |                     |      |             |       |           |

### Heats

#### Kwalificatie
- Vanuit elke heat gaan de drie snelste atleten automatisch door naar de halve finales
- Ook de zes tijdsnelsten gaan door naar de halve finales

#### Heat 1
| Rang           | Naam                    | Land | Reactietijd | Tijd  | Opmerking |
| -------------- | ----------------------- | ---- | ----------- | ----- | --------- |
| 1              | Akani Simbine           | RSA  | 0,136       | 10,01 | Q         |
| 2              | Aaron Brown             | CAN  | 0,155       | 10,16 | Q         |
| 3              | Zhenye Xie              | CHN  | 0,169       | 10,19 | Q         |
| 4              | Taymir Burnet           | NED  | 0,146       | 10,21 | q         |
| 5              | Ojie Edoburun           | GBR  | 0,146       | 10,23 | q         |
| 6              | Christopher Belcher     | USA  | 0,165       | 10,23 |           |
| 7              | Kemar Hyman             | CAY  | 0,145       | 10,37 |           |
| 8              | Ratu Banuve Tabakaucoro | FIJ  | 0,128       | 10,56 |           |
| Wind: -0,3 m/s |                         |      |             |       |           |

#### Heat 2
| Rang           | Naam                | Land | Reactietijd | Tijd  | Opmerking |
| -------------- | ------------------- | ---- | ----------- | ----- | --------- |
| 1              | Justin Gatlin       | USA  | 0,176       | 10,06 | Q         |
| 2              | Andre De Grasse     | CAN  | 0,138       | 10,13 | Q         |
| 3              | Adam Gemili         | GBR  | 0,163       | 10,19 | Q         |
| 4              | Tyquendo Tracey     | JAM  | 0,135       | 10,21 | q         |
| 5              | Edward Osei-Nketia  | NZL  | 0,132       | 10,24 |           |
| 6              | Rohan Browning      | AUS  | 0,124       | 10,40 |           |
| 7              | Usheoritse Itsekiri | NGR  | 0,170       | 10,46 |           |
| 8              | Jonathan Bardottier | MRI  | DNS         | DNS   | DNS       |
| Wind: -0,8 m/s |                     |      |             |       |           |

#### Heat 3
| Rang           | Naam                  | Land | Reactietijd | Tijd  | Opmerking |
| -------------- | --------------------- | ---- | ----------- | ----- | --------- |
| 1              | Yohan Blake           | JAM  | 0,166       | 10,07 | Q         |
| 2              | Jimmy Vicaut          | FRA  | 0,154       | 10,08 | Q         |
| 3              | Arthur Cissé          | CIV  | 0,130       | 10,14 | Q         |
| 4              | Yoshihide Kiryu       | JPN  | 0,121       | 10,18 | q         |
| 5              | Bingtian Su           | CHN  | 0,129       | 10,21 | q         |
| 6              | Kukyoung Kim          | KOR  | 0,149       | 10,32 |           |
| 7              | Vitor Hugo dos Santos | BRA  | 0,149       | 10,42 |           |
| 8              | Hakeem Huggins        | SKN  | 0,141       | 10,62 |           |
| Wind: -0,3 m/s |                       |      |             |       |           |

#### Heat 4
| Rang           | Naam              | Land | Reactietijd | Tijd  | Opmerking |
| -------------- | ----------------- | ---- | ----------- | ----- | --------- |
| 1              | Zharnel Hughes    | GBR  | 0,138       | 10,08 | Q         |
| 2              | Raymond Ekevwo    | NGR  | 0,162       | 10,14 | Q         |
| 3              | Emmanuel Matadi   | LBR  | 0,137       | 10,19 | Q         |
| 4              | Simon Magakwe     | RSA  | 0,154       | 10,25 |           |
| 5              | Cejhae Greene     | ANT  | 0,158       | 10,33 |           |
| 6              | Joseph Paul Amoah | GHA  | 0,140       | 10,36 |           |
| 7              | Zhouzheng Xu      | CHN  | 0,172       | 10,37 |           |
| 8              | Ebrima Camara     | GAM  | 0,142       | 10,38 |           |
| Wind: -0,8 m/s |                   |      |             |       |           |

#### Heat 5
| Rang           | Naam                           | Land | Reactietijd | Tijd  | Opmerking |
| -------------- | ------------------------------ | ---- | ----------- | ----- | --------- |
| 1              | Paulo André Camilo de Oliveira | BRA  | 0,143       | 10,11 | Q         |
| 2              | Michael Rodgers                | USA  | 0,161       | 10,14 | Q         |
| 3              | Filippo Tortu                  | ITA  | 0,181       | 10,20 | Q         |
| 4              | Yuki Koike                     | JPN  | 0,158       | 10,21 | q         |
| 5              | Hassan Taftian                 | IRI  | 0,167       | 10,24 |           |
| 6              | Thando Dlodlo                  | RSA  | 0,150       | 10,25 |           |
| 7              | Owaab Barrow                   | QAT  | 0,142       | 12,82 |           |
| Wind: -0,3 m/s |                                |      |             |       |           |

#### Heat 6
| Rang           | Naam                   | Land | Reactietijd | Tijd  | Opmerking |
| -------------- | ---------------------- | ---- | ----------- | ----- | --------- |
| 1              | Christian Coleman      | USA  | 0,148       | 9,98  | Q         |
| 2              | Lamont Marcell Jacobs  | ITA  | 0,154       | 10,07 | Q         |
| 3              | Abdul Hakim Sani Brown | JPN  | 0,175       | 10,09 | Q         |
| 4              | Rodrigo Do Nascimento  | BRA  | 0,142       | 10,25 |           |
| 5              | Mario Burke            | BAR  | 0,134       | 10,31 |           |
| 6              | Lalu Muhammad Zohri    | INA  | 0,193       | 10,36 |           |
| 7              | Alex Wilson            | SUI  | 0,106       | 10,38 |           |
| 8              | Ngan Ngoc Nghia        | VIE  | DNS         | DNS   | DNS       |
| Wind: +0,1 m/s |                        |      |             |       |           |

### Halve finale

#### Kwalificatie
- De twee snelsten uit elke halve finale gaan door naar de finale.
- De twee tijdsnelsten gaan ook door naar de finale.

#### Halve finale 1
| Rang           | Naam                           | Land | Reactietijd | Tijd  | Opmerking |
| -------------- | ------------------------------ | ---- | ----------- | ----- | --------- |
| 1              | Christian Coleman              | USA  | 0,157       | 9,88  | Q         |
| 2              | Aaron Brown                    | CAN  | 0,161       | 10,12 | Q         |
| 3              | Adam Gemili                    | GBR  | 0,159       | 10,13 |           |
| 4              | Paulo André Camilo de Oliveira | BRA  | 0,156       | 10,14 |           |
| 5              | Abdul Hakim Sani Brown         | JPN  | 0,206       | 10,15 |           |
| 6              | Taylor Burnet                  | NED  | 0,156       | 10,18 |           |
| 7              | Lamont Marcell Jacobs          | ITA  | 0,180       | 10,20 |           |
| 8              | Bingtian Su                    | CHN  | 0,189       | 10,23 |           |
| Wind: -0,3 m/s |                                |      |             |       |           |

#### Halve finale 2
| Rang           | Naam            | Land | Reactietijd | Tijd  | Opmerking |
| -------------- | --------------- | ---- | ----------- | ----- | --------- |
| 1              | Akani Simbine   | RSA  | 0,132       | 10,01 | Q         |
| 2              | Zharnel Hughes  | GBR  | 0,113       | 10,05 | Q         |
| 3              | Filippo Tortu   | ITA  | 0,217       | 10,11 | q         |
| 4              | Tyquendo Tracey | JAM  | 0,143       | 10,11 |           |
| 5              | Michael Rodgers | USA  | 0,153       | 10,12 |           |
| 6              | Yoshihide Kiryu | JPN  | 0,125       | 10,16 |           |
| 7              | Jimmy Vicaut    | FRA  | 0,184       | 10,16 |           |
| 8              | Arthur Cissé    | CIV  | 0,175       | 10,34 |           |
| Wind: +0,8 m/s |                 |      |             |       |           |

#### Halve finale 3
| Rang           | Naam            | Land | Reactietijd | Tijd  | Opmerking |
| -------------- | --------------- | ---- | ----------- | ----- | --------- |
| 1              | Andre De Grasse | CAN  | 0,197       | 10,07 | Q         |
| 2              | Yohan Blake     | JAM  | 0,171       | 10,09 | Q         |
| 3              | Justin Gatlin   | USA  | 0,198       | 10,09 | q         |
| 4              | Zhenye Xie      | CHN  | 0,188       | 10,14 |           |
| 5              | Raymond Ekevwo  | NGR  | 0,240       | 10,20 |           |
| 6              | Ojie Edoburun   | GBR  | 0,133       | 10,22 |           |
| 7              | Yuki Koike      | JPN  | 0,185       | 10,28 |           |
| 8              | Emmanuel Matadi | LBR  | 0,175       | 10,28 |           |
| Wind: -0,3 m/s |                 |      |             |       |           |

#### Finale
| Rang           | Naam              | Land | Reactietijd | Tijd  | Opmerking |
| -------------- | ----------------- | ---- | ----------- | ----- | --------- |
| Goud           | Christian Coleman | USA  | 0,128       | 9,76  | WL        |
| Zilver         | Justin Gatlin     | USA  | 0,148       | 9,89  |           |
| Brons          | Andre De Grasse   | CAN  | 0,140       | 9,90  | PR        |
| 4              | Akani Simbine     | RSA  | 0,117       | 99,93 | SR        |
| 5              | Yohan Blake       | JAM  | 0,142       | 9,97  |           |
| 6              | Zharnel Hughes    | GBR  | 0,119       | 10,03 |           |
| 7              | Filippo Tortu     | ITA  | 0,158       | 10,07 | SR        |
| 8              | Aaron Brown       | CAN  | 0,155       | 10,08 |           |
| Wind: +0,6 m/s |                   |      |             |       |           |